# Шобар, Милка
Милка Стефановна Шобар (серб. Милка Стефана Шобар, словен. Milka Štefana Šobar), в партизанском подполье известна под псевдонимом Наташа (серб. Наташа, словен. Nataša; 29 декабря 1922, Горне-Лазе-при-Рожном-Долу — 17 августа 1943, Габровка) — югославская словенская служащая, партизанка времён Народно-освободительной войны Югославии, Народный герой Югославии.

## Биография
Родилась 29 декабря 1922 в селении Горне-Лазе-при-Рожном-Долу близ Чрномеля, в крестьянской семье. Отец, Стефан Шобар, некоторое время работал в США, по возвращении на родину открыл таверну и устроился работать лесорубом. Милка получила качественное образование, окончив начальную школу в Рожном-Долу, поступив в гражданскую школу в Шентленарте и окончив школу в Ново-Месте. Поступила в экономическое училище Карловаца, однако из-за войны оставила его. Участвовала в акциях протеста и погромах против вступления Югославии в блок Оси.
После капитуляции Югославии Милка некоторое время работала служащей в лесной промышленности в Радохе. Ей удалось связаться с Теренским комитетом Освободительного фронта Словении, и она начала организационную работу по помощи партизанскому движению: закупала оружие, исполняла обязанности курьера и разведчика (сообщала информацию о производстве на заводах). В начале 1942 года прошла партизанский курс военных врачей в Семиче и Чрномеле. Когда она переносила медикаменты для партизан из Ново-Месте, она попалась на глаза итальянскому патрулю и заскочила в поезд. Выскочив из поезда, она добралась до 2-й Белокраньской партизанской роты, которая располагалась в Клече под Планином. В августе 1942 года Милка была принята в Коммунистическую партию Югославии, чуть позднее она организовала подрыв железной дороги.
После формирования 5-й словенской бригады имени Ивана Цанкара Милка заняла должность руководителя по матчасти. В одной из рот она исполняла партийные функции, в 1943 году она даже стала политруком роты. Участвовала в боях на Сухоре в конце ноября 1942 года и при Крашиче в конце января 1943 года. А в битве при Ново-Месте, когда группа из 17 партизан была окружена отрядом из 300 итальянцев, Милка сама повела свой отряд в наступление и прорвала кольцо окружения, не потеряв ни одного человека.
17 августа 1943 в Габровке, около места Свети-Криж-под-Литией Милка погибла от осколков разорвавшегося миномётного снаряда. Указом Президиума Народной скупщины ФНРЮ от 20 декабря 1951 Милке Шобар было посмертно присвоено звание Народного героя Югославии. В её честь названа школа в Чрномеле.